# Geevarghese Timotheos Chundevalel
Tymoteusz, imię świeckie Geevarghese Chundevalel (ur. 2 lutego 1928 w Amayannoor, zm. 4 czerwca 2019 w Tiruvalla) – indyjski duchowny syromalankarski, w latach 1998 - 2003 biskup Tiruvalla.

## Życiorys
Święcenia kapłańskie przyjął 24 sierpnia 1953. 30 kwietnia 1988 został mianowany biskupem Tiruvalla. Sakrę biskupią otrzymał 6 sierpnia 1988. 29 marca 2003 przeszedł na emeryturę.